# 石寨土楼
石寨土楼位于中国广东省梅州市蕉岭县南礤镇石寨村，包括方楼、树德楼和郭氏宗祠。2002年7月17日成为广东省文物保护单位。

## 结构
方楼于明代嘉靖1522年兴建，1567年建成，占地889平方米，建筑面积3060平方米，与树德楼两座土楼相距100米，均为坐南向北，外形呈四方形，高13米，用泥土、沙灰等夯土筑成墙的三层土木结构楼房，建筑材料为就地取材的山石、黄土、杉木、灰、沙、青瓦等。土楼承重墙厚度达一米，构架桁木长达七米，檐瓦每块达0.33米宽。
树德楼于明天启1622年开始建造，至清康熙1723年建成，占地面积1863平方米，建筑面积3460平方米。其中树德楼土楼占地面积798平方米，附属楼——依玉楼及议事厅占地面积1065平方米。
郭氏宗祠建于清康熙51年（1712年），坐东北向西南，占地面积2178平方米，建筑面积633平方米，为一围四行一堂沙灰土木结构的客家围屋。

## 保护开发
2006年4月，蕉岭县筹集经费50万元，对石寨土楼之树德楼实施了修缮，于7月10日完工；2007年1月，蕉岭县用省拨的60万元维修经费继续实施树德楼第二期维修工程，于7月31日完工。